# Östra Asmundtorp
Östra Asmundtorp är en småort i Eslövs kommun i Skåne län belägen i Trollenäs socken strax nordväst om Eslöv.